# Gianchetti
Gianchetti (ou bianchetti) são a espadilha do "pesce azzurro" do Mediterrâneo pegas com redes especiais.

## Gallery

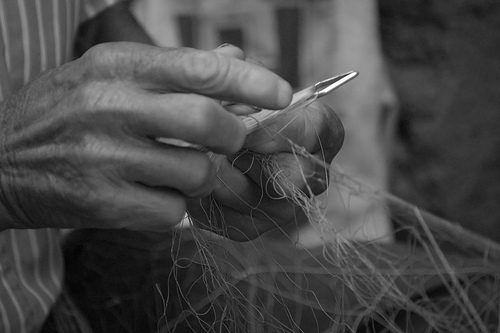
Mãos de um pescador trabalhando com sua rede de pesca.
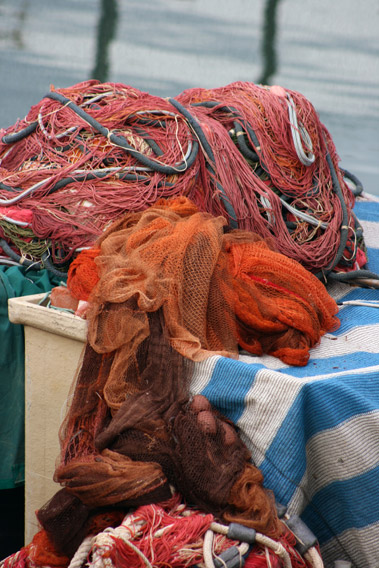
Redes de um pescador da Riviera Italiana.
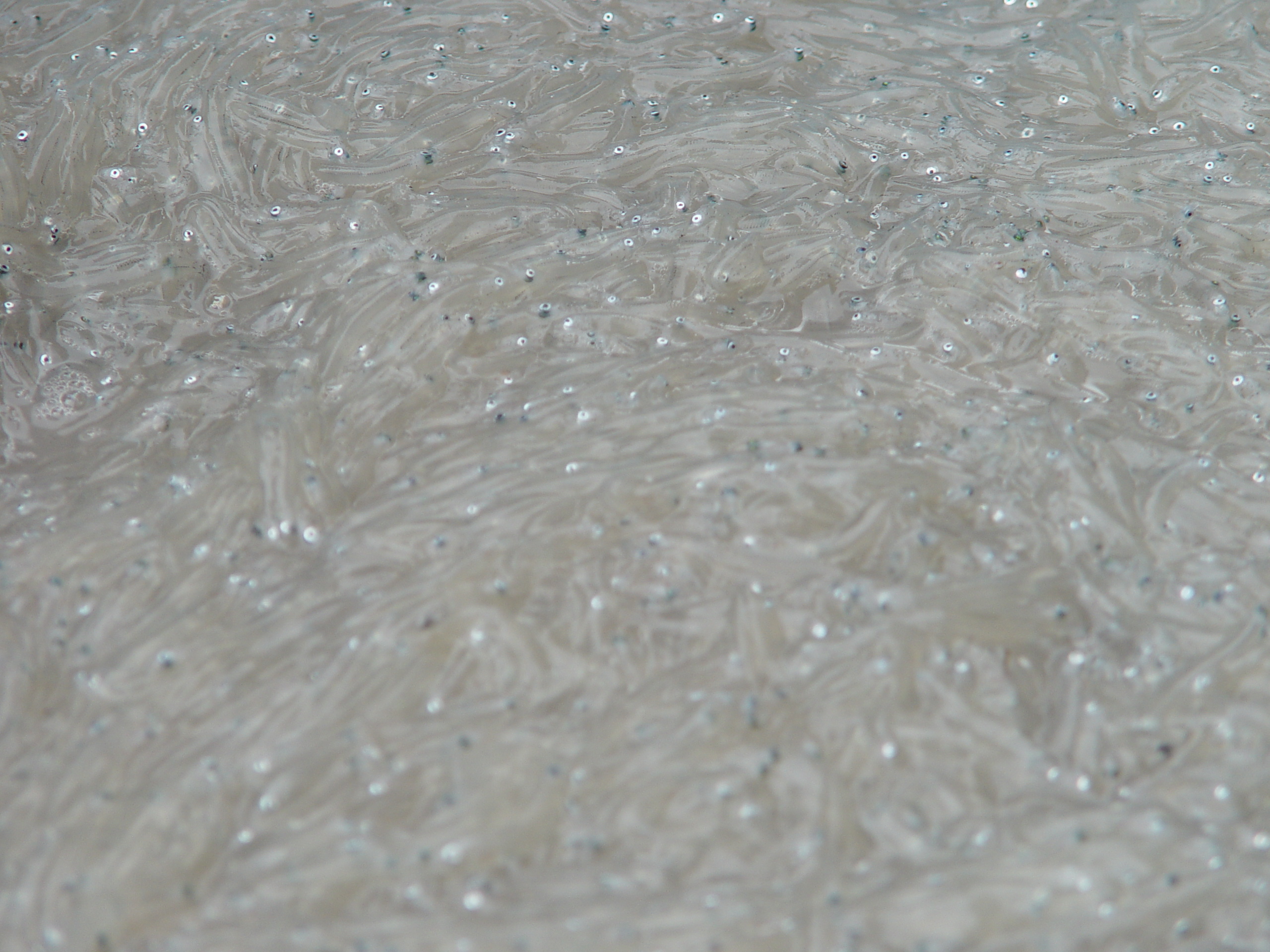
O gianchetti.